# Scratch Acid
Gli Scratch Acid sono stati un gruppo musicale post-hardcore statunitense originario di Austin nel Texas ed attivo dal 1982 al 1987, ricostituitosi fugacemente nel 2006 e nel 2012. Il loro stile originale, dalle tinte fosche e debitore delle atmosfere cupe dei primi Birthday Party era fortemente influenzato dal blues
ed ha contribuito a preparare il terreno a molti gruppo alternative punk degli anni novanta.

## Storia
La formazione originaria del gruppo (formatosi a Austin) prevedeva la presenza di Steve Anderson (voce), David Wm. Sims (chitarra), Brett Bradford (chitarra), David Yow (basso) e Rey Washam (batteria). Anderson lasciò il gruppo senza registrare nulla, spingendo Yow a divenire il cantante della band e Sims a spostarsi al basso.
Il loro EP d'esordio, Scratch Acid, uscì nel 1982 per la label indipendente texana Rabid Cat come l'album Just Keep Eating del 1984. Il terzo lavoro, l'EP Berserker, invece, è stato pubblicato dalla Touch and Go Records.

## Scioglimento e successive reunion
Una raccolta del gruppo è stata pubblicata dopo lo scioglimento (1991) avvenuto nel 1987.
Bradford ha militato nel gruppo punk Great Caesars's Ghost (sciolto nel 1993) e ha formato i Sangre De Toro. Washman ha militato e collaborato con diversi gruppi (The Big Boys, Ministry, Helios Creed, The Didjits, Lard e Tad). Nel 1987 ha formato con Steve Albini i Rapeman, mentre nel 1989 ha fondato con Yow i The Jesus Lizard.
Il gruppo si è riunito occasionalmente per due apparizione live nel settembre 2006, una delle quali coincideva con i festeggiamenti del 25º anniversario della Touch and Go.
Nel 2012 c'è stata una nuova reunion, questa volta al festival All Tomorrow's Parties, e un tour durato due mesi (novembre e dicembre).

## Formazione
- David Yow - basso, voce
- David Wm. Sims - chitarra, basso
- Rey Washam - batteria
- Brett Bradford - chitarra
- Steve Anderson - voce (fino al 1984)

## Discografia
Album in studio
- 1986 - Just Keep Eating

EP
- 1984 - Scratch Acid
- 1987 - Berserker

Raccolte
- 1991 - The Greatest Gift